# Hospital de Écija
El Hospital de Écija (también denominado Hospital de Alta Resolución de Écija) es un hospital regional situado en la ciudad de Écija, en la provincia de Sevilla (España). Fue inaugurado el 1 de abril de 2016. Atiende a la población de Cañada Rosal, Écija, Fuentes de Andalucía y La Luisiana. Esta adscrito al área sanitaria de Osuna.

## Dotación
El nuevo Hospital de Alta Resolución de Écija cuenta con una plantilla de más de 200 profesionales, dispone de 36 habitaciones individuales, cuatro quirófanos y dos salas de dilatación-parto. A ello se suma un área de consultas con 27 módulos y un área de Urgencias, operativa 24 horas durante 365 días al año, con dos puestos de reanimación cardiopulmonar, ocho consultas de atención urgente de adultos y una específica para atención infantil. Tiene un total de 38 camas.

### Especialidades
Las especialidades con las que cuenta son Medicina Interna, Dermatología, Cardiología, Aparato Digestivo, Neumología, Cirugía General y Digestiva, Otorrinolaringología, Oftalmología, Anestesia y Reanimación, Urología, Traumatología y Cirugía Ortopédica, Obstetricia y Ginecología, así como Medicina Preventiva.